# Allenbach (Noordrijn-Westfalen)
Allenbach is een plaats in de Duitse gemeente Hilchenbach, deelstaat Noordrijn-Westfalen, en telt 2.137 inwoners (2006).